# Pogonatum usambaricum
Pogonatum usambaricum är en bladmossart som beskrevs av Jean Édouard Gabriel Narcisse Paris 1898. Pogonatum usambaricum ingår i släktet grävlingmossor, och familjen Polytrichaceae. Inga underarter finns listade i Catalogue of Life.